# S/S Noordam
S/S Noordam var ett passagerarfartyg byggt 1902 för Holland America Line.

## Historia
År 1917 går fartyget på en mina och måste därför läggas upp. År 1919 repareras fartyget och kan därför åter sättas i trafik. År 1923 chartrades fartyget av Svenska Amerika Linien och döptes om till S/S Kungsholm. År 1924 återlämnades fartyget som återtar sitt gamla namn. Fartyget höggs upp år 1928 i Nederländerna.